# Bruno Courcelle
Bruno Courcelle est un mathématicien et informaticien théoricien français, connu pour le théorème de Courcelle en  théorie des graphes.

## Biographie
Bruno Courcelle est ancien élève de l'École normale supérieure, où il entre en 1968. Il a obtenu son doctorat (thèse d'État) en 1976 à l'université de Lille, avec une thèse intitulée Application de la théorie des langages à la théorie des schémas de programmes préparée sous la direction de Maurice Nivat. Chercheur à  l'Institut national de recherche en informatique et en automatique, alors dénommé IRIA, il a ensuite rejoint le Laboratoire bordelais de recherche en informatique (LaBRI) à l'université Bordeaux-I, où il est resté pour le reste de sa carrière. Il est membre de l'Institut universitaire de France depuis 2007, membre honoraire depuis sa retraite.
Un atelier en l'honneur de la retraite de Courcelle s'est tenu à Bordeaux en 2012,.

## Travaux
Il est connu pour le théorème de Courcelle, qui combine la logique du second ordre, la théorie des langages formels, et les décompositions arborescentes des graphes pour montrer qu'une large classe de problèmes algorithmiques en théorie des graphes ont des solutions efficaces. Il est coauteur, avec Joost Engelfriet, d'un important livre sur la structure de graphes et son interaction avec la logique :
- Bruno Courcelle et Joost Engelfriet (préf. Maurice Nivat), Graph structure and monadic second-order logic. A language-theoretic approach, Cambridge University Press, coll. « Encyclopedia of Mathematics and its applications » (no 138), 2012, xiv+728 (ISBN 978-0-521-89833-1, HAL hal-00646514, lire en ligne).

Bruno Courcelle a fait de nombreuses contributions sur des sujets variés, souvent en liaison avec la logique, notamment  en logique monadique du second ordre, grammaires de graphes et langages formels, algèbre universelle et ses applications aux graphes, en théorie des graphes et combinatoire, théorie des modèles finis.